# Aumsville
Aumsville es una ciudad ubicada en el condado de Marion en el estado estadounidense de Oregón. En el año 2007 tenía una población de 3,300 habitantes y una densidad poblacional de 1,467.7 personas por km².

## Geografía
Aumsville se encuentra ubicada en las coordenadas 44°50′41″N 122°52′17″O / 44.84472, -122.87139.

## Demografía
Según la Oficina del Censo en 2000 los ingresos medios por hogar en la localidad eran de $40,704 y los ingresos medios por familia eran $41,316. Los hombres tenían unos ingresos medios de $32,723 frente a los $24,514 para las mujeres. La renta per cápita para la localidad era de $14,262. Alrededor del 15.8% de la población estaban por debajo del umbral de pobreza.